# Simon Sez : Sauvetage explosif
Pour plus de détails, voir Fiche technique et Distribution.
Simon Sez : Sauvetage explosif (Simon Sez) est un film germano-belgo-américain réalisé par Kevin Elders, sorti le 24 septembre 1999 aux États-Unis.

## Synopsis
Simon est un agent très spécial. Son quartier général ultra moderne n'est qu'une façade : c'est sur la Côte d'Azur qu'il est en mission séduction.  Un ancien collègue de la CIA vient lui rendre visite, et avec lui, les ennuis. Alors qu'ils décident de faire à nouveau équipe afin de retrouver la fille d'un riche industriel, il découvre l'homme à la tête des manigances. Un homme riche et prêt à tout pour concevoir l'arme absolue.

## Fiche technique
- Titre original : Simon Sez
- Titre français : Simon Sez - Sauvetage explosif
- Réalisation : Kevin Elders
- Scénario : Andrew Lowery et Andrew Miller, d'après une histoire de Moshe Diamant et Rudy Cohen
- Musique : Brian Tyler
- Photographie : Avraham Karpick
- Montage : Alain Jakubowicz
- Décors : Damien Lanfranchi
- Direction artistique : François Salish
- Costumes : Jaleh Falk
- Coordination des cascades : Patrick Cauderlier
- Production : Moshe Diamant (en)
- Pays de production :  États-Unis |  Belgique |  Allemagne
- Langue originale : anglais
- Genre : comédie, action
- Durée : 85 minutes
- Dates de sortie : 
  - États-Unis : 24 septembre 1999
  - France : 17 mai 2000

## Distribution
- Dennis Rodman (VF : Bruno Dubernat) : Simon Sez
- Dane Cook (VF : Mathias Kozlowski) : Nick Miranda
- John Pinette : Micro
- Filip Nikolic (VF : lui-même) : Michael
- Natalia Cigliuti : Claire
- Xin Xin Xiong : Xin Xin
- Emma Sjöberg : la danseuse
- Jérôme Pradon (VF : lui-même) : Ashton
- Henri Courseaux (VF : lui-même) : Bernard Gabrielli
- Igor de Savitch (VF : lui-même) : Colonel Jacques Telore
- Jean-Michel Dagory : Frenais
- Pierre Madengar (VF : lui-même) : le vendeur éthiopien